# Kibæk
Kibæk é uma pequena cidade no município de Herning, na Dinamarca, com uma população de 2.710 habitantes (1 de janeiro de 2020). Foi fundado por causa da ferrovia. Esta pequena cidade provinciana consiste em duas ruas com lojas e está rodeada por uma natureza adorável e fértil com charnecas, bosques e riachos. A cidade mais próxima é Herning.

## Pessoas notáveis
- David Huda (nascido em 1898 em Safed, Palestina - 1982 na Dinamarca), autor, professor, membro da resistência dinamarquesa durante a Segunda Guerra Mundial, avô materno de Peter H. Fogtdal.
- Kristian Bak Nielsen (nascido em 1982 em Kibek) um jogador de futebol profissional dinamarquês aposentado, 332 internacionalizações pelo clube
- Niklas Eg (nascido em 1995 em Kibæk) um ciclista dinamarquês